# Villa Wolkonsky
Villa Wolkonsky (en italià, la paraula "villa" inclou normalment inclou no només un edifici gran sinó també les seves terres) és la residència oficial de l'ambaixador britànic a Roma.

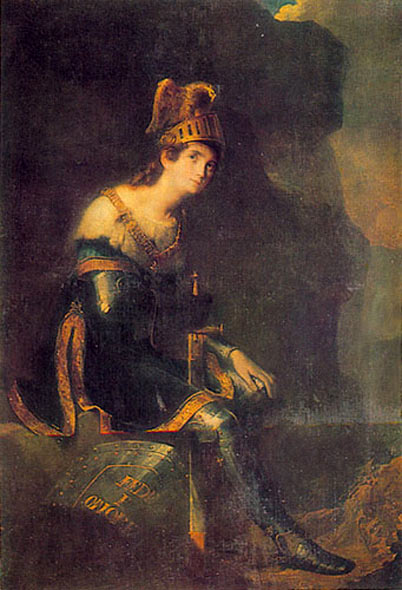
Zenaida Wolkonsky posant com a Tancredi

Originalment va ésser propietat de la princesa russa, Zenaida Wolkonsky, qui en va fer la seva casa allà en els anys 1830. En van ésser visitants habituals celebritats com Karl Brullov, Alexander Ivanov, Bertel Thorvaldsen, Gaetano Donizetti, Stendhal, i Sir Walter Scott. Nikolai Gogol va escriure una bona part d'Ànimes Mortes a la vil·la. Posteriorment va passar a través de diferents propietaris fins que va ser venuda al govern alemany l'any 1920, esdevenint l'ambaixada alemanya i residència de l'ambaixador.
Després de l'alliberament de Roma l'any 1944, el govern italià va confiscar la propietat, i la va ser col·locar sota la Comissió Aliada de Control. Per un temps curt va ser ocupada per la legació suïssa i posteriorment la Creu Roja italiana. Quan l'ambaixada britànica a Roma a la Porta Pia va ser volada per membres del moviment clandestí sionista Irgun el 31 d'octubre de 1946, el govern italià va posar la Vil·la a disposició del govern britànic per utilitzar-la com a residència i ambaixada provisional. El Regne Unit va adquirir la Vil·la l'any 1951.
Quan la nova ambaixada del Regne Unit va ser reoberta a la seva ubicació original l'any 1971, les oficines van tornar a la Porta Pia, mentre que la Vil·la va esdevenir residència de l'ambaixador de Sa Majestat Britànica. Dins de la propietat, s'hi van construir també habitatges per altres alts funcionaris de l'ambaixada.
La Vil·la és freqüentment utilitzada per a seminaris i conferències. També es lloga a organitzacions acadèmiques o comercials per esdeveniments importants. A l'extens parc s'hi fa la festa anual per l'aniversari de la Reina, el dia nacional britànic. És la joia de la Vil·la, on encara hi ha molts elements introduïts per la Princesa Wolkonsky. Un recent cens d'arbres i plantes va identificar prop de dos cents espècies diferents.